# Synteza Wöhlera
Synteza Wöhlera – reakcja chemiczna polegająca na konwersji amoniaku do mocznika. Odkrycie tej reakcji w 1828 r. stanowiło przełom, który współcześnie jest uważany za początek nowożytnej chemii organicznej.

## Historia odkrycia
Reakcja ta została przypadkiem odkryta w 1828 r. przez Friedricha Wöhlera w ramach próby otrzymania soli amonowej kwasu cyjanowego (tj. izocyjanianu amonu, NH4NCO). Współcześnie wiadomo, że w trakcie reakcji Wöhlera oczekiwany przez niego izocyjanian amonu powstaje, jest on jednak nietrwały i ulega spontanicznemu przekształceniu w mocznik. W swojej oryginalnej publikacji Wöhler opisał otrzymywanie mocznika z kilku zestawów substratów: kwas cyjanowy i woda amoniakalna, sól srebrowa kwasu cyjanowego i roztwór chlorku amonu, sól ołowiowa kwasu cyjanowego i woda amoniakalna oraz mieszanina soli rtęciowej i amonowej kwasu cyjanowego.

## Przebieg i warianty reakcji
Stosunkowo najprościej reakcje tę jest zademonstrować na przykładzie roztworu izocyjanianu potasu i chlorku amonu. Wodne roztwory obu związków należy zmieszać, ogrzać przez chwilę a następnie schłodzić. Dowodem na powstanie mocznika może być dodanie roztworu kwasu szczawiowego, który z mocznikiem daje odpowiedni, nierozpuszczalny w wodzie szczawian, który wypada z układu w postaci białego osadu.
Alternatywnie reakcję tę można zademonstrować stosując izocyjanian ołowiu (wytworzony wstępnie z izocyjanianu potasu azotanu ołowiu(II)) i amoniak. W pierwszym etapie tej reakcji powstaje nietrwały izocyjanian amonu:
Pb(NCO)2 + 2NH3 + 2H2O → Pb(OH)2 + 2NH4NCO
który ulega w drugim etapie rozkładowi do amoniaku i kwasu cyjanowego, które natychmiast ze sobą reagują z wytworzeniem mocznika:
NH4NCO ⇌ NH3 + HOCN ⇌ (NH2)2CO

## Obalenie teoriivis vitalis
Odkrycie reakcji Wöhlera jest współcześnie uważane za początek nowożytnej chemii organicznej, ze względu na to, że obalało to wcześniejszą teorię o istnieniu vis vitalis, z której wynikało, że związki organiczne nie mogą być otrzymywane z nieorganicznych poza organizmami żywymi. Do czasu odkrycia tej teorii sądzono, że mocznika nie można otrzymać na drodze syntetycznej i pozyskiwano go zwykle poprzez odparowywanie wody z moczu.
Współczesne badania historyczne wykazały jednak, że reakcja ta nie była pierwszym udokumentowanym procesem świadomego otrzymania związku organicznego z nieorganicznych substratów. Już 4 lata wcześniej, w 1824 r.  Wöhler otrzymał bowiem kwas octowy z kwasu cyjanowego. Ponadto istnieją dowody na to, że po opublikowaniu syntezy mocznika współcześni Wöhlera nadal odwoływali się do teorii vis vitalis. Justus von Liebig oraz Ludwik Pasteur byli zwolennikami tej teorii do co najmniej 1845 r., kiedy to Adolph Wilhelm Hermann Kolbe opublikował łatwą do wykonania i efektowną reakcję przekształcenia dwusiarczku węgla do kwasu octowego obalającą tę teorię po raz kolejny.